# Viva (Bananarama)
Viva è un album del gruppo musicale britannico delle Bananarama, pubblicato dall'etichetta discografica Fascination Records il 14 settembre 2009.
Il lavoro è stato messo in commercio pochi giorni dopo il primo singolo tratto da esso, Love Comes, uscito il 6 settembre per il download ed il giorno successivo nei negozi.

## Tracce
1. Love Comes
2. Love Don't Live Here
3. Rapture
4. Seventeen
5. Twisting
6. Tell Me Tomorrow
7. The Runner
8. Extraordinary
9. Dum Dum Boy
10. S-S-S-Single Bed
11. We've Got the Night